# Allium tenuicaule
Allium tenuicaule Regel – gatunek byliny należący do rodziny amarylkowatych (Allioideae Herbert). Występuje naturalnie na obszarze od północno-wschodniej części Iranu aż po Pakistan. Według innych źródeł jest obecny także w Azji Środkowej i Afganistanie.

## Morfologia
CebulaPosiada 2–6 cebulek. Mają jajowaty kształt. Warstwy zewnętrzne są włókniste.
ŁodygaGłąbik dorastający do 20 cm wysokości.
LiściePosiada 2–3 nitkowate, poskręcane liście.
KwiatyZebrane w kwiatostany. Działki kielicha mają ciemnofiotetową barwę. Mają 6–7 mm długości. Mają lancetowaty kształt.